# Gène marqueur
Ne doit pas être confondu avec gène rapporteur, marqueur génétique ou marqueur biologique.
Un gène marqueur  est dans le domaine des biotechnologies un gène que l'on ajoute à une construction génétique (en général plantes transgéniques ou transplastomique) afin de mieux détecter et sélectionner les « évènements de transformation génétique ». 
En 2004, plus d'une cinquantaine de gènes marqueurs étaient ou avaient été utilisés par les généticiens produisant des organismes génétiquement modifiés (OGM), généralement dans le contexte de la biotechnologie appliquée à l'agriculture, mais un petit nombre d'entre eux sont utilisés dans la plupart des cas.

## Typologie des gènes marqueurs
Ces gènes marqueurs introduits dans une construction génétique appartiennent le plus souvent à l'un des deux types suivant :

### Gène dit« de sélection »
Les gènes marqueurs de sélection peuvent être divisés en plusieurs sous-catégories selon qu'ils confèrent une sélection positive ou négative, et selon que la sélection est conditionnelle ou non-conditionnelle à la présence de substrats externes.
- Gènes de sélection positive : ce sont les gènes qui favorisent la croissance du tissu produit par la cellule dont le génome a été génétiquement modifiée. La détection de ces gènes marqueurs à sélection positive est subordonnée à l'utilisation d'agents toxiques (antibiotiques, herbicides ou médicaments). Ce sont les premiers gènes marqueurs à avoir été utilisés par les biotechnologies. 
Ces gènes sont par exemple des gènes de résistance à un antibiotique comme les gènes nptI et nptII conférant une résistance à l'antibiotique kanamycine ; dans ce cas, toutes les cellules ayant acquis le transgène résisteront à l'antibiotique alors que les autres seront tuées. 
L'utilisation de gènes marqueurs de sélection positive de ce type présentait le double « avantage » de permettre à la fois le repérage et un tri rapide des cellules génétiquement modifiées (les seuls à survivre), par rapport à celles n'ayant pas acquis le transgène. Mais de tels gènes marqueurs sont de moins en moins recommandés et moins utilisés car posant des problèmes de biosécurité (en raison des risques de disséminations d'antibiorésistance qu'ils représentent). 
Plus récemment, on a utilisé des gènes de sélection positive qui ne s'expriment que conditionnellement, par exemple en présence d'agents non toxiques (substrats particulier de croissance ou induisant la croissance et la différenciation des tissus transformés). 
D'autres stratégies récentes incluent des gènes marqueurs de sélection positive qui ne sont pas conditionnés à des substrats extérieurs, mais qui modifient des processus physiologiques régissant le développement des plantes (champignons, bactéries, ou animaux le cas échéant).

- Gènes de sélection négative : Inversement, ces gènes marqueurs « négativement sélectionnables » provoquent la mort des cellules ou organismes génétiquement modifiés dans certaines conditions, contrôlables et connues de l'expérimentateur.

### Gène modifiant un« caractère »(biologique ou anatomique)
Ils doivent modifier un caractère assez significativement pour que ce changement soit repérable directement à l'œil nu, ou sous une lumière particulière (fluorescence). 

Ainsi et par exemple des  mutations du gène white modifient la couleur des yeux chez la drosophile.

## Association d'un gène rapporteur
On peut aussi dans la construction génétique à insérer ajouter un gène-compagnon dit « gène rapporteur » au gène marqueur de sélection. Il ne donne aucun avantage sélectif à la cellule modifiée, mais permet de détecter ou surveiller des « événements transgéniques », et de trier (séparer manuellement) le "matériel" transgénique de celui qui n'a pas été génétiquement transformé. 
L'activation du gène rapporteur peut également être conditionnée ou non-conditionnée à la présence d'un facteur externe (substrat en général).. Certains gènes-rapporteurs peuvent parfois être utilisés comme gènes marqueurs..
Il existe potentiellement un très grand nombre de gènes marqueurs susceptible d'être utilisés pour la transgenèse, mais seuls quelques-uns sont  utilisés pour la recherche et la biotechnologie appliquée à l'agriculture.. 
Pour la recherche, une diversité de systèmes de sélection est essentielle, car aucune des gènes marqueurs connus n'est jugé assez polyvalent pour être utilisé pour toutes les situations de recherche. 
Les risques en termes de biosécurité sont encore discutés, mais des préoccupations sérieuses existent quant aux gènes blaTEM1 et aadA  présents dans certains végétaux transgéniques cultivés et source de résistance aux antibiotiques ,,,,. Il y a maintenant un consensus sur le fait qu'il faut éviter d'utiliser des gènes marqueurs conférant une résistance à des antibiotiques à vocation thérapeutiques en médecine humaine ou vétérinaire ou à des biocides utiles pour le nettoyage ou la désinfection.